# Emilio Kehrer
Emilio Giuseppe Kehrer (20 maart 2002) is een Duits voetballer die als aanvaller speelt bij Willem II. Kehrer tekende een contract tot 2027 met een optie op een bijkomend seizoen bij de club uit Tilburg. Hij is niet de broer van Thilo Kehrer.